# Rob Brydon
Rob Brydon, all'anagrafe Robert Brydon Jones (Swansea, 3 maggio 1965), è un attore britannico.

## Biografia
Nato a Swansea, figlio di una maestra e di un venditore d'auto, è cresciuto a Baglan, con il fratello minore Peter.
Attivo principalmente in televisione, ha girato anche diversi film per il cinema.
Dalla prima moglie Martina, da cui ha divorziato nel 2000, ha avuto tre figli, Katie (1994), Harry (1996) e Amy (1998). Dalla seconda moglie, la produttrice televisiva Clare Holland (sposata nel 2006) ha avuto altri due figli: Tom (2008) e George (2011).

## Filmografia

### Attore

#### Cinema
- 24 Hour Party People, regia di Michael Winterbottom (2002)
- MirrorMask, regia di Dave McKean (2005)
- A Cock and Bull Story, regia di Michael Winterbottom (2006)
- The Trip, regia di Michael Winterbottom (2010)
- Cenerentola (Cinderella), regia di Kenneth Branagh (2015)
- Il cacciatore e la regina di ghiaccio (The Huntsman: Winter's War), regia di Cedric-Nicolas Troyan (2016)
- Holmes & Watson - 2 de menti al servizio della regina (Holmes & Watson), regia di Etan Cohen (2018)
- Blinded by the Light - Travolto dalla musica (Blinded by the Light), regia di Gurinder Chadha (2019)
- What's Love Got to Do with It?, regia di Shekhar Kapur (2022)
- Barbie, regia di Greta Gerwig (2023)

#### Televisione
- Miss Marple (Agatha Christie's Marple) – serie TV, episodio 1x03 (2004)
- My Lady Jane – serie TV (2024)

### Doppiatore
- The Baskervilles (1999-2001)
- Il Gruffalo (The Gruffalo), regia di Max Lang e Jakob Schuh - cortometraggio (2009)
- Gruffalo e la sua piccolina (The Gruffalo Child), regia di Johannes Weiland e Uwe Heischötter - cortometraggio (2011)
- I primitivi (Early Man), regia di Nick Park (2018)

## Doppiatori italiani
Nelle versioni in italiano dei suoi lavori, Rob Brydon è stato doppiato da:
- Oreste Baldini in Cenerentola, Holmes & Watson - 2 de menti al servizio della regina
- Francesco Prando in The Brink
- Vittorio Guerrieri ne Il cacciatore e la regina di ghiaccio
- Fabrizio Vidale in My Lady Jane

Da doppiatore è sostituito da: 
- Pietro Ubaldi in The Baskervilles
- Gigi Rosa ne Il Gruffalo[1], Gruffalo e la sua piccolina[2]
- Oreste Baldini, Mino Caprio e Luca Dal Fabbro ne I primitivi